# Battlezone (jeu vidéo, 1998)
Pour les articles homonymes, voir Battlezone (homonymie).
Battlezone est un jeu vidéo développé et édité par Activision, sorti en 1998 sur les plates-formes Microsoft Windows. Il s'agit d'un remake du jeu d'arcade Battlezone de 1980 qui intègre une nouvelle dimension stratégique. Celle-ci tient principalement dans le choix de point de vue : il s'agit bien d'un jeu de stratégie temps réel mais le joueur incarne le commandant qui est lui-même sur le champ de bataille. Cet élément prend donc à contre-pied les jeux de stratégie de l'époque (StarCraft, Command and Conquer) tout en donnant une dimension action importante,.
Le jeu exploite une 3D encore un peu brutale (les éléments du jeu sont composés de formes géométriques). La qualité du titre tient principalement à une prise en main rapide et facile du gameplay et à une excellente jouabilité (contrôle du personnage, de l'interface, interactivité). Il dépeint un univers uchronique où les États-Unis et l'URSS se lancent à la conquête de l'espace dans les années 1960-1970.
Un nouvel épisode, Battlezone II: Combat Commander, a vu le jour en 1999. Il constitue la suite chronologique du 1er opus. Prenant place après la chute de l'URSS, la conquête spatiale devient internationale et les ennemis d'hier sont désormais unis sous une même bannière, l'ISDF (International Space Defense Force). Ils doivent faire face à un ennemi extra terrestre, les Scions.

## Trame
Battlezone se déroule dans un univers uchronique de science-fiction. Dans celui-ci, la chute d’une météorite dans le détroit de Bering dans les années 1950 permet aux scientifiques russes et américains de découvrir un métal extraterrestre aux caractéristiques révolutionnaires, le biométal. Grâce à ce dernier, la technologie fait un bond en avant de quarante ans et pour récupérer les débris de cette météorite dispersé dans le système solaire, les deux camps se lancent à la conquête de l’espace. Tout en cachant au grand public leurs véritables intentions, le NSDF (côté américain) et le CCA (côté russe)  utilisent le biométal pour mettre au point des véhicules et des armes adaptés à leurs ambitions spatiales et commencent à coloniser le système solaire pour récupérer le précieux biométal. La guerre froide est ainsi transposée dans l'espace, sur sept planètes, lunes  et astéroïdes différents : la Lune, Mars, Titan, Venus, Europe, Io et Achille.

## Système de jeu
Battlezone est un jeu de stratégie et d'action qui combine des éléments de jeu de stratégie en temps réel avec des phases de jeu de tir à la première personne. Comme dans un jeu de stratégie en temps réel classique, le joueur incarne un commandant qui doit gérer la collecte des ressources, développer sa base et construire et contrôler des unités pour combattre ses ennemis. Il peut de plus prendre le contrôle de chacune de ses unités individuellement, qu’il dirige alors en vue à la première personne. Lors de ces phases, il peut néanmoins continuer de diriger le reste de ses unités et de développer sa base. Un menu lui permet en effet de donner des ordres à chacune de ses unités offensives, pour par exemple lui demander de le rejoindre, d’attaque un objectif ou de défendre un bâtiment. Ce menu lui permet également de contrôler ses principaux bâtiments afin de développer sa base à distance.
Pour développer sa base et produire des unités, le joueur s’appuie sur deux ressources : l’énergie et le métal. Pour fonctionner, ses usines de production doivent ainsi être stationnées sur des geysers, qui produisent de l’énergie, et la fabrication des unités nécessite  du métal. Le métal peut être récupérer en ramassant à la surface de la planète les débris de météorite ou en recyclant les carcasses des unités détruites au combat. Outre ces deux ressources, le joueur doit également s’assurer de disposer de suffisamment de pilotes pour conduire ses différents véhicules. Pour être opérationnel, ces derniers doivent en effet être contrôlés par un humain, qui s’éjecte automatiquement de son véhicule lorsque celui-ci est détruit. Le joueur doit donc former des pilotes, en construisant des baraquements, mais aussi les récupérer à l’aide d’un transport de troupes lorsqu’ils n’ont plus de véhicule à leur disposition. Les pilotes sont protégés par le blindage de leurs véhicules, mais il est néanmoins possible de les snipers afin de s’emparer du véhicule qu’ils conduisent.
En solo, Battlezone propose deux campagnes, une pour le NSDF des américains et une pour le CCA des russes. La campagne du NSDF entraine le joueur dans une course pour la domination du système solaire et débute sur la Lune avant de s’étendre sur Mars, Venus, Io, Europe et Titan. Au cours de ces missions, le joueur débloque de nouvelles armes et unités et se retrouve impliqué dans la recherche de reliques extraterrestres en plus de celle du biométal. La campagne du CCA est plus difficile et est destinée aux joueurs expérimentés. À l’issue de celle-ci, les deux camps s’allient pour lutter contre une nouvelle menace. Au total, les campagnes proposent une trentaine de missions. Le mode multijoueur permet de jouer en réseau local, par modem ou sur Internet. Il propose un mode standard, dans la lignée du mode campagne, ainsi qu’un mode match à mort dans lequel les joueurs ne peuvent pas construire de base et contrôlent au départ un unique véhicule.

## Versions et extensions
Battlezone est développé et publié par Activision en février 1998 sur PC. 
Le jeu bénéficie de deux extensions. La première, baptisée Battlegrounds, est une extension non officielle publiée par Macmillan Digital à l’automne 1998 et qui contient de nouvelles missions et de nouvelles cartes pour le mode multijoueur. La seconde, baptisée The Red Odyssey, est une autre extension non officielle développé par le studio Team Evolve, notamment connu pour avoir développé une des extensions de Quake II, et publié par Macmillan Digital en 1999. Celle-ci inclut une nouvelle campagne qui oppose la Chine à une faction du NSDF américain, les Black Dogs, et qui peut être joué avec chacun des deux camps. 
Battlezone est porté sur Nintendo 64  en  2000 sous le titre de Battlezone: Rise of the Black Dogs. Développée par Climax Group et publié Crave Entertainment, cette version intègre une nouvelle campagne, différente de celle de l’extension The Red Odyssey, et un mode multijoueur différent de celui du jeu original. Celui-ci permet notamment de jouer en écran divisé et inclut un mode match à mort, un mode course et un mode stratégique. Le premier oppose jusqu’à quatre joueurs, en plus d’adversaires contrôlés par la console. Dans le second, les joueurs doivent  naviguer d’un point de la carte à un autre le plus rapidement possible. Enfin, dans le dernier, chaque joueur est assisté par trois unités contrôlées par la console et tente de détruire ses adversaires.
En 2013, le studio Rebellion Developments rachète à Atari les droits de la franchise Battlezone avant d’annoncer en 2016 le développement d’une version remaster du jeu original qui est publiée en 2016 sur Steam puis sur GOG.com,,. Elle est suivie en juillet de la même année par une version remaster de l’extension The Red Odyssey. L’année suivante, une version pour iPad du remaster du jeu et de son extension, est publiée sur l’Apple Store.

## Accueil
| Battlezone            |      |       |
| Média                 | Pays | Notes |
| Computer Gaming World | US   | 5/5   |
| GameSpot              | US   | 94 %  |
| Gen4                  | FR   | 5/5   |
| Joystick              | FR   | 95 %  |
| PC Gamer UK           | GB   | 93 %  |
| PC Zone               | US   | 81 %  |

Aux États-Unis, Battlezone se vend à 48 000 exemplaires entre mars et novembre 1998 et à 65 716 exemplaires sur l’ensemble de l’année.
Dans un classement des « 100 meilleurs jeux de tous les temps » publié en 2011, le site Jeuxvideo.com le classe à la 99e position.

## Postérité
Après plusieurs années passées au sein du studio de développement d’Activision à Los Angeles, Andrew Goldman et Josh Resnick, qui ont notamment travaillé sur les jeux Battlezone et Dark Reign: The Future of War quittent la société pour créer leur propre studio de développement, Pandemic Studios. Ils continuent néanmoins de travailler en étroite collaboration avec Activision pour qui ils développent leurs premiers jeux, dont notamment Dark Reign 2 et Battlezone II. Ce dernier est publié en 1999 et se déroulent trente ans après les évènements de Battlezone, alors que les NSDF et le CCA doivent s’allier pour faire face à une menace extraterrestre.